# یواس‌ان‌اس گروهبان موریس ای کرین (تی‌ای‌کی-۲۴۴)
یواس‌ان‌اس گروهبان موریس ای کرین (تی‌ای‌کی-۲۴۴) (به انگلیسی: USNS Sgt. Morris E. Crain (T-AK-244)) یک کشتی بود که طول آن ۴۵۵ فوت (۱۳۹ متر) بود. این کشتی در سال ۱۹۴۵ ساخته شد.